# Кудашов, Руслан Равилевич
Русла́н Рави́левич Кудашо́в (5 марта 1972, Ленинград) — российский театральный режиссёр. Главный режиссёр Большого театра кукол (Санкт-Петербург).

## Биография
Родился 5 марта 1972 года. В 1999 году окончил Санкт-Петербургскую государственную академию театрального искусства по специальности «Актер театра кукол» (мастерская профессора И. А. Зайкина), а в 2001 году — по специальности «Режиссёр драмы» (мастерская Г. М. Козлова). С 2000 художественный руководитель театра «Потудань». С 2006 главный режиссёр Санкт-Петербургского Большого театра кукол.
Руководитель творческих мастерских по кафедре режиссуры и актёрского мастерства театра кукол в Российском государственном институте сценических искусств : в 2006—2011 годах — мастер курса по специальности «Актёр театра кукол», набранного совместно с БТК, в 2016 году также совместно с БТК набран курс по специальности «Режиссёр театра кукол».
Один из создателей проводимого с 2014 года Международного фестиваля театров кукол «БТК-ФЕСТ: Театр актуальных кукол» в Санкт-Петербурге и проводимой с 2017 года в Большом театре кукол «БТК-ЛАБ: Лаборатория для молодых режиссёров по новой детской литературе».
Член жюри фестиваля Золотая маска в 2014 и 2018 годах.

## Основные постановки

### Спектакли в театре «Потудань»
- 2000 — «Потудань» по рассказу А. Платонова «Река Потудань»[6].
- 2002 — «Невский проспект» по повести Н. В. Гоголя[7] .
- 2003 — «Небо в чемодане, или цуцики в ночи»[8].
- 2004 — «Пир во время чумы» по маленькой трагедии А. С. Пушкина[9].

### Спектакли в Большом театре кукол
- 2005 — «Вий» по повести Н. В. Гоголя[10] .
- 2007 — «Маленький принц» по мотивам сказки-притчи А. де Сент-Экзюпери[11].
- 2007 — «Щелкунчик, или Рождественские сны и видения Мари Штальбаум» по сказке Э. Т. А. Гофмана[12].
- 2008 — «Холстомер» по повести Льва Толстого[13] .
- 2008 — «Большое путешествие маленькой ёлочки» по мотивам сказки Х. К. Андерсена[14] .
- 2009 — «В Рождество все немного волхвы…» (Рождественские вертепы)[15].
- 2009 — «Шекспир-лаборатория» (Цитаты и образы из великих трагедий) по трагедиям У. Шекспира[16].
- 2009 — «Мы» по роману Е.Замятина[17] .
- 2009 — «Прогулки с Вини-Пухом» по сказке А.Милна[18].
- 2010 — «Минуты жизни» (Песни Великой Победы)[19].
- 2010 — «Колобок»[20].
- 2010 — «12 месяцев, или Путешествие по кругу»[21].
- 2011 — «Башлачёв. Человек поющий»[22].
- 2011 — «Бармалей» по сказке К. Чуковского[23].
- 2011 — «Покаяние и прощение» по мотивам повестей произведениям А. С. Пушкина[24].
- 2012 — «Екклесиаст»[25].
- 2012 — «Айболит» по сказке К. Чуковского[26].
- 2013 — «Тайна новогодней ёлки»[27].
- 2013 — «Песнь песней»[28].
- 2014 — «Книга Иова»[29].
- 2015 — «Высоцкий. Requiem.»[30].
- 2015 — «Рикки-Тикки-Тави» по сказке Р.Киплинга[31].
- 2016 — «Шпиль» по роману У.Голдинга[32].
- 2016 — «Бродский. Ниоткуда»[33].
- 2017 — «Жизнь насекомых» по роману Виктора Пелевина[34].
- 2018 — «Летающий велосипед, или Кукла, которая знала всё» по мотивам сказки П. Грипари[35].
- 2018 — «Гамлет. Ширма.»[36].
- 2019 — «Пиноккио» по сказке Карло Коллоди[37].
- 2019 — «Летов. Дурачок» по песням Егора Летова[38].
- 2020 — «Танго, упавшее в небо»[39].
- 2021 — «Синяя птица» по сказке Мориса Метерлинка[40].
- 2021 — «Обратная сторона древа»[41].
- 2021 — «Алиса в стране чудес» по сказке Льюиса Кэрролла[42].
- 2022 — «Потерянный солдат» по собственной пьесе[43].

### Спектакли в театре «Бродячая собачка»
- 2001 — «Три поросёнка»[44] (по мотивам английской народной сказки).
- 2003 — «Цирк Шардам» по пьесе Д. И. Хармса
- 2004 — «Дюймовочка» по сказке Х. К. Андерсена.

### Спектакли в других театрах
- 2005 — «Холстомер» по повести Льва Толстого. Брестский театр кукол (Беларусь)[45].
- 2005 — «Русалочка» по сказке Х. К. Андерсена. Государственный театр кукол республики Карелия (Петрозаводск)[46].
- 2006 — «Покаяние и прощение» по произведениям А. С. Пушкина. Театр-студия под руководством С. Крючковой, Санкт-Петербург.
- 2006 — «Прогулки с Вини-Пухом» по сказке А.Милна. Государственный театр кукол республики Карелия (Петрозаводск)[47].
- 2006 — «Луна Сальери» по произведениям А. С. Пушкина. Брестский театр кукол (Беларусь)[48].
- 2008 — «Маленький принц» по мотивам сказки-притчи А. де Сент-Экзюпери. Театр кукол, Пловдив, Болгария
- 2009 — «Эдип. Праздник ослепления» (по мотивам древнегреческой трагедии Софокла) — копродукция театров кукол городов Пловдив, Старая Загора, Бургас, Болгария
- 2010 — «Русалочка» по сказке Х. К. Андерсена. Малый драматический театр (Санкт-Петербург)[49].
- 2011 — «Монтекки и Капулетти» (по мотивам трагедии У. Шекспира) — Bialostocki Teatr Lalek, Белосток, Польша[50].
- 2012 — «Маленький принц» (по мотивам сказки-притчи А. де Сент-Экзюпери). Рижский русский театр им. Михаила Чехова, Рига, Латвия[51].
- 2013 — «Фро» по рассказу А. Платонова. Рижский русский театр им. Михаила Чехова, Рига, Латвия[52].
- 2015 — «Фро» по рассказу А. Платонова. Брестский театр кукол (Беларусь)[53].
- 2015 — «Маленькие трагедии» по произведениям А. С. Пушкина. Театр юных зрителей имени А. А. Брянцева[54].
- 2016 — «Хармс. Анекдоты. Случаи. Стихи.» по произведениям Д. И. Хармса. Красноярский театр кукол [55].
- 2019 — «Егоркина былина» по произведению Александра Башлачёва. Красноярский театр кукол[56].
- 2019 — «Сотников» по повести Василя Быкова. Брестский театр кукол (Беларусь)
- 2021 — «Затворник и Шестипалый» по произведению Виктора Пелевина. Красноярский театр кукол[57].

## Награды
- 2001 — Международный фестиваль КУКART-5 спектакль «Потудань» театра «Потудань» лауреат в номинации «Театральный поиск»[58].
- 2002 — Международный фестиваль кукольного искусства стран Балтии «Молодой век» (Таллинн, Эстония) спектакль «Потудань» театра «Потудань» получил главный приз «За художественный уровень»[58]
- 2002 — Международный театральный фестиваль «Белая Вежа-2002» (Брест, Беларусь) спектакль «Потудань» театра «Потудань» получил Гран-при[58]
- 2003 — Российская национальная театральная премия «Золотая маска» в номинациях «Куклы/Спектакль» и «Куклы/Работа режиссёра» за постановку спектакля «Невский проспект» театра «Потудань»[59].
- 2003 — Главный приз и приз за лучшую режиссуру на VII Всемирном фестивале кукольного искусства, г. Прага (Чехия) за постановку спектакля «Невский проспект» театра «Потудань»[58].
- 2003 — Международный театральный фестиваль «Белая Вежа-2002» (Брест, Беларусь) спектакль «Невский проспект» театра «Потудань» получил Гран-при[58]
- 2004 — высшая петербургская театральная премия «Золотой софит» за лучший спектакль в театре кукол за постановку спектакля «Небо в чемодане, или Цуцики в ночи» театра «Потудань»[60]
- 2005 — высшая петербургская театральная премия «Золотой софит» за лучший спектакль в театре кукол за постановку спектакля «Пир во время чумы» театра «Потудань», Большой театр кукол[61]
- 2006 — высшая петербургская театральная премия «Золотой софит» за лучший спектакль в театре кукол за постановку спектакля «Вий», Большой театр кукол[62]
- 2007 — Международный театральный фестиваль «Белая Вежа-2002» (Брест, Беларусь) спектакль «Луна Сальери» Брестского театра кукол получил Гран-при[63]
- 2008 — высшая петербургская театральная премия «Золотой софит» за лучший спектакль в театре кукол за постановку спектакля «Маленький принц», Большой театр кукол[64]
- 2008 — Российская Национальная театральная Премия «Арлекин» за лучший спектакль за постановку спектакля «Маленький принц», Большой театр кукол[65]
- 2008 — IV Международный фестиваль театров кукол «Петрушка Великий» (Екатеринбург). Спектакль «Маленький принц» (Большой театр кукол) — лауреат в номинации «Признание»[66]
- 2008 — Гран-при Международного фестиваля «Два-мало, три-много» (г. Пловдив, Болгария) за постановку спектакля «Холстомер», Большой театр кукол[67].
- 2008 — XVII фестиваль «Театры Санкт-Петербурга — детям» Диплом «За лучший спектакль фестиваля» за спектакль «Щелкунчик, или Рождественские сны и видения Мари Штальбаум», Большой театр кукол[68].
- 2009 — высшая петербургская театральная премия «Золотой софит» за лучший спектакль в театре кукол за постановку спектакля «Холстомер», Большой театр кукол[69]
- 2009 — 42-й Международный фестиваль театров кукол «PiF» (г. Загреб, Хорватия). Гран при «Milan Cecuk» и приз за достижения в искусстве «Tibor Sekelj» получил спектакль «Луна Сальери» Брестского театра кукол[63]
- 2011 — высшая петербургская театральная премия «Золотой софит» за лучший спектакль в театре кукол за постановку спектакля «Покаяние и прощение», Большой театр кукол[70]
- 2011 — XV Всемирный фестиваль театров кукол в Праге (Чехия) спектакль «Холстомер» Брестского театра кукол получил Гран-при фестиваля[71].
- 2011 — XX фестиваль «Театры Санкт-Петербурга — детям». Диплом «За лучший спектакль фестиваля» за спектакль «Колобок», Большой театр кукол[72].
- 2013 — ХХII фестиваль «Театры Санкт-Петербурга — детям» Диплом «Лучший спектакль в театре кукол» за спектакль «Айболит», Большой театр кукол[73].
- 2016 —  Благодарность Законодательного Собрания Санкт-Петербурга (29 июня 2016 года) — за выдающиеся личные заслуги в развитии культуры и искусства в Санкт-Петербурге, высокий профессионализм, многолетнюю творческую деятельность, а также в связи с празднованием 85-летия Санкт-Петербургского государственного бюджетного учреждения культуры «Санкт-Петербургский Большой театр кукол»[74]
- 2016 — IV Республиканский конкурс «Национальная театральная премия» спектакль «Фро» Брестского театра кукол (Беларусь) победитель в номинации «Лучший спектакль театра кукол»[75].
- 2018 — I Международный Большой детский фестиваль спектакль «Летающий велосипед, или кукла, которая знала все» получил «Приз художественного руководителя фестиваля за лучший детский спектакль»[76].
- 2021 — Благодарность Законодательного Собрания Санкт-Петербурга (28 апреля 2021 года) — за выдающиеся личные заслуги в области культуры и театрального искусства в Санкт-Петербурге, высокий профессионализм, добросовестный труд, а также в связи с 90-летием со дня основания Санкт-Петербургского государственного бюджетного учреждения культуры «Санкт-Петербургский Большой театр кукол»[77]

## Интервью
- «Всегда надо двигаться в сторону страха», «Петербургский театральный журнал», № 38, 2004
- Наталья Зайцева. "Движение в сторону неизведанного, «Петербургский театральный журнал», № 2 (52), 2008
- Ольга Яблокова. «Ничто не дано заранее, раз и навсегда, а нужно устанавливать заново…», Арт-журнал «Около», 19.05.2012
- «Закон „18+“ пройдет косяком мимо», «Росбалт», 12.09.2012
- «Я не люблю деления аудитории на детскую, подростковую, взрослую», Собака.ру, № 6, 2014
- Полина Малахова. «Любое отхождение от стереотипа карается», «Ваш досуг», 12.01.2014
- Полина Малахова. «Я беспокоюсь за жизнь актёров», «Ваш досуг», 03.12.2014
- «Творить надо в непонимании и пустоте. Это очень мощный импульс», «Петербургский театральный журнал», № 1 (83), 2016
- Руслан Кудашов: «Хочу выбросить все гаджеты», «Театрал», 09.05.2020
- Руслан Кудашов — про кукольный театр и свои творческие принципы, «Эксперт Северо-Запад», 28.05.2021